# Federazione di baseball della Grecia
La Federazione greca di baseball (gre. Elli̱nikí̱ Fílathlo Omospondía Béizmpol) è un'organizzazione fondata nel 1997 per governare la pratica del baseball in Grecia.
Organizza il campionato di baseball greco, e pone sotto la propria egida la nazionale maschile.